# 仙北郡
- 令制国一覧 > 東山道 > 羽後国 > 仙北郡
- 日本 > 東北地方 > 秋田県 > 仙北郡

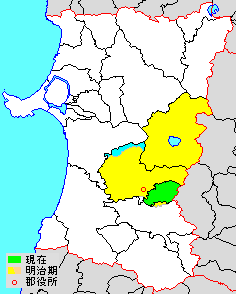
秋田県仙北郡の範囲（緑：美郷町 水色：後に他郡から編入した区域）

仙北郡（せんぼくぐん）は、秋田県（出羽国・羽後国）の郡。本項では旧称の山本郡（やまもとぐん）についても述べる。
人口16,717人、面積168.32km²、人口密度99.3人/km²。（2025年7月1日、推計人口）
以下の1町を含む。
- 美郷町（みさとちょう）

## 郡域
1878年（明治11年）に行政区画として発足した当時の郡域は、上記1町のほか、以下の区域にあたる。
- 仙北市
- 大仙市の大部分（協和船岡・協和船沢・角間川町を除く）
- 横手市の一部（金沢・金沢本町・金沢中野・安本）

## 歴史
旧称の山本郡（現在の山本郡とは別）は、『日本三代実録』の870年（貞観12年）12月8日条に郡名が初めて見える ことから、平安時代初期に平鹿郡から分離したと推定されている。
その後、南隣の平鹿郡、その南の雄勝郡とともに山北三郡と呼ばれ、『吾妻鏡』では仙北山本郡と記され、その後中世を通じて北部を仙北北浦郡、南部を平鹿郡と合わせて仙北中郡と呼ぶこともあった。近世に入り佐竹氏が入部し、寛永4年（1664年）に領内の郡制を整備した際に仙北郡に呼称が統一され、このとき別に中世の檜山郡が新たに山本郡と改称された。このような郡名の混乱の原因は、副川神社（国内最北の式内社）の比定地を政治的な理由により変更した佐竹氏の神社行政にあると見る見解がある。
「仙北」は、古い資料では「山北」・「仙福」・「仙乏」と表記していることもある。また、岩手県盛岡市内に「仙北町」という地名があるが、これは昔、本郡からの移住者が多かったことに由来する。

### 近代以降の沿革
- 幕末時点では出羽国に所属し、全域が久保田藩領であった。「旧高旧領取調帳」に記載されている明治初年時点に存在した村は以下の通り。（1町181村）

角館町 荒川村、上淀川村、中淀川村、下淀川村、小種村、福部羅村、正手沢村、円行寺村、杉山田村、木売沢村、江原田村、金山沢村、強首村、九升田村、大巻村、高城村、北野目村、寺館尻引村、大沢郷宿村、大沢郷寺村、刈和野村、半道寺村、今泉村（現・大仙市土川西今泉）、心像村、稲沢村、小杉山村、三条川原村、峯吉川村、下延村、八割村、雲然村、西長野村、小勝田村、川原村、山谷川崎村、勝楽村、小館村、角館本町村、角館城廻村、田中村、角館東前郷村、熊野林村、国館村、梅沢村、院内村、鎌川村、下宮田村、上宮田村、小淵野村、上荒井村、西荒井村、門屋村、小山田村、西明寺村、下檜木内村、上檜木内村、玉川村、田沢村、生保内村、潟村、刺巻村、卒田村、若松新田村、荒川尻村、沖ノ郷村、野口村、金鐙村、村杉村、大蔵村、黒土村、長野村、館ノ郷村、袴田村、遠藤野新田村、八幡林村、野田村、釣田新田村、下桜田村、桜田村、野中村（現・大仙市）、上花園村、下花園村、上鶯野村、下鶯野村、白岩広久内村、白岩前郷村、白岩堂野口村、椿村、小沼村、八日市村、栗沢村、大神成村、太田村、小神成村、斉内村、柏木田新田村、葛川村、米沢新田村、長楽寺村、谷地乙森村、東長野村、川口村、四ツ屋村、新谷地村、長戸呂村、鑓見内村、簗場新田村、国見村、駒場村、中里村、横沢村、今泉村（現・大仙市太田町東今泉）、永代村、黒沢村、宮内村、今宿村、横堀村、元本堂村、本堂城廻村、羽見内村、板見内村、福田村、堀見内村、戸地谷村、北楢岡村、神宮寺村、南楢岡村、外小友村、内小友村、中田新田村、宮林新田村、大曲西根村、蛭川村、花館村、高関上郷村、松倉村、大坂新田村、千屋村、小荒川村、土崎村、高梨村、大曲村、飯田村、戸蒔村、東川村、荻目村、小貫高畑村、宝門清水村、川目村、藤木村、下深井村、六郷西根村、橋本村、払田村、上野田村、安城寺村、中野村、金沢東根村、上深井村、羽貫谷地村、鑓田村、畑屋村、野中村（現・美郷町）、六郷高野村、六郷川内池村、南高野村、岩野町村、天神堂村、佐野村、境田村、六郷本館村、金沢寺田村、飯詰村、二本柳村、金沢西根村、安本村、金沢中野村、金沢前郷村、野荒町村、六郷東根村、境村
- 明治元年12月7日（1869年1月19日） - 出羽国が分割され、本郡は羽後国の所属となる。
- 明治4年
  - 1月13日（1871年3月3日） - 久保田藩が改称して秋田藩となる。
  - 7月14日（1871年8月19日） - 廃藩置県により藩領が秋田県となる。
  - 11月2日（1871年12月13日） - 第1次府県統合により秋田県の管轄となる。
- 明治7年（1874年） - 二本柳村のうち横手川以北が金沢西根村に合併。
- 明治9年（1876年）（1町179村）
  - 勝楽村・小館村が合併して岩瀬村となる。
  - 二本柳村が平鹿郡黒川村に合併。
- 明治10年（1877年） - 下記の町村の統合が行われる。（1町145村）

| - 木原田村 ← 木売沢村、江原田村 - 小松村 ← 角館本町村、角館城廻村、田中村、熊野林村 - 岡崎村 ← 院内村、鎌川村 - 神代村 ← 国館村、下宮田村、荒川尻村 - 黒鐙村 ← 金鐙村、黒土村 - 賢木村 ← 村杉村、大蔵村 - 北長野村 ← 館ノ郷村、袴田村 - 豊受村 ← 野田村、米沢新田村 - 薗田村 ← 釣田新田村、上花園村、下花園村 - 田川村 ← 下桜田村、桜田村、葛川村 - 豊岡村 ← 野中村（現・大仙市）、椿村、小沼村、八日市村、柏木田新田村 - 白岩村 ← 白岩前郷村、白岩堂野口村 | - 長谷川村 ← 長楽寺村、谷地乙森村 - 三本扇村 ← 宮内村、今宿村、羽見内村 - 浪花村 ← 元本堂村、大坂新田村 - 和合村 ← 荻目村、宝門清水村 - 六郷村 ← 六郷高野村、六郷川内池村、六郷本館村 - 南町村 ← 南高野村、岩野町村 - 金沢村 ← 金沢寺田村、金沢前郷村 - 三条川原村が北野目村に合併。 - 北宮田村が小渕野村に合併。 - 若松新田村が卒田村に合併。 - 遠藤野新田村が下鶯野村に合併。 - 簗場新田村が野口村に合併。 - 福部羅村が小種村に合併。 |

- 明治11年（1878年）
  - 12月23日 - 郡区町村編制法の秋田県での施行により行政区画としての仙北郡が発足。郡役所を大曲村に設置。
  - 2ヶ所存在した今泉村がそれぞれ西今泉村（現・大仙市土川西今泉）、東今泉村（現・大仙市太田町東今泉）に改称。

### 町村制施行後の沿革

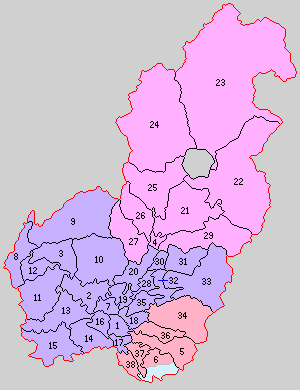
1.大曲村 2.神宮寺村 3.新刈和野村 4.角館町 5.六郷村 6.金沢村 7.花館村 8.淀川村 9.荒川村 10.土川村 11.大沢郷村 12.強首村 13.南楢岡村 14.内小友村 15.外小友村 16.大川西根村 17.藤木村 18.高梨村 19.四ツ屋村 20.長野村 21.神代村 22.生保内村 23.田沢村 24.檜木内村 25.西明寺村 26.中川村 27.雲沢村 28.清水村 29.白岩村 30.豊川村 31.豊岡村 32.横沢村 33.長信田村 34.千屋村 35.横堀村 36.畑屋村 37.飯詰村 38.金沢西根村（紫：大仙市 桃：仙北市 水色：横手市 赤：美郷町）

- 明治22年（1889年）4月1日 - 町村制の施行により以下の村が発足。（1町37村）
  - 大曲村 ← 大曲村、飯田村、川目村、小貫高畑村、和合村、東川村、戸蒔村（現・大仙市）
  - 神宮寺村 ← 神宮寺村、北楢岡村（現・大仙市）
  - 新刈和野村 ← 刈和野村、峯吉川村（現・大仙市）
  - 角館町 ← 角館21町[4]、岩瀬村（現・仙北市）
  - 六郷村 ← 六郷村、六郷東根村、野中村（現・美郷町）
  - 金沢村 ← 金沢村（現・横手市、美郷町）、野荒町村（現・美郷町）、金沢本町村[5]、金沢中野村、安本村（現・横手市）
  - 花館村（単独村制、現・大仙市）
  - 淀川村 ← 中淀川村、下淀川村、小種村（現・大仙市）
  - 荒川村 ← 荒川村、稲沢村、境村、上淀川村（現・大仙市）
  - 土川村 ← 半道寺村、西今泉村、心像村、小杉山村（現・大仙市）
  - 大沢郷村 ← 大沢郷宿村、杉山田村、正手沢村、円行寺村、大沢郷寺村、北野目村、高城村（現・大仙市）
  - 強首村 ← 強首村、大巻村、九升田村、金山沢村、木原田村、寺館尻引村（現・大仙市）
  - 南楢岡村（単独村制、現・大仙市）
  - 内小友村 ← 内小友村、中田新田村、宮林新田村（現・大仙市）
  - 外小友村（単独村制、現・大仙市）
  - 大川西根村 ← 大曲西根村、蛭川村（現・大仙市）
  - 藤木村 ← 藤木村、六郷西根村、下深井村（現・大仙市）
  - 高梨村 ← 高梨村、橋本村、払田村、上野田村、戸地谷村（現・大仙市）
  - 四ツ屋村 ← 四ツ屋村、新谷地村、高関上郷村、松倉村（現・大仙市）
  - 長野村 ← 長野村、北長野村、鑓見内村、長戸呂村、下鶯野村、上鶯野村（現・大仙市）
  - 神代村 ← 神代村、小松村、岡崎村、梅沢村、卒田村、角館東前郷村（現・仙北市）
  - 生保内村 ← 生保内村、刺巻村、潟村（現・仙北市）
  - 田沢村 ← 田沢村、玉川村（現・仙北市）
  - 檜木内村 ← 下檜木内村、上檜木内村（現・仙北市）
  - 西明寺村 ← 西明寺村、小山田村、門屋村、上荒井村、西荒井村、小淵野村（現・仙北市）
  - 中川村 ← 川原村、小勝田村、山谷川崎村（現・仙北市）
  - 雲沢村 ← 西長野村、雲然村、下延村、八割村（現・仙北市）
  - 清水村 ← 賢木村、黒鐙村、沖ノ郷村、野口村（現・大仙市）
  - 白岩村 ← 白岩村、白岩広久内村、薗田村（現・仙北市）
  - 豊川村 ← 豊受村、田川村、八幡林村、長谷川村、東長野村（現・大仙市）
  - 豊岡村 ← 豊岡村、栗沢村、大神成村（現・大仙市）
  - 横沢村 ← 横沢村、駒場村、三本扇村、中里村、国見村（現・大仙市）
  - 長信田村 ← 斉内村、永代村、川口村、太田村、小神成村、東今泉村（現・大仙市）
  - 千屋村 ← 千屋村、小荒川村、土崎村、黒沢村、浪花村、本堂城廻村（現・美郷町）
  - 横堀村 ← 板見内村、横堀村、福田村、堀見内村（現・大仙市）
  - 畑屋村 ← 畑屋村、安城寺村、鑓田村、羽貫谷地村、金沢東根村、中野村（現・美郷町）
  - 飯詰村 ← 佐野村、飯詰村、天神堂村、南町村、境田村、上深井村（現・美郷町）
  - 金沢西根村（単独村制、現・美郷町）
- 明治23年（1890年）3月24日 - 神宮寺村の一部（北楢岡）が分立して北楢岡村が発足。（1町38村）
- 明治24年（1891年）
  - 4月1日 - 郡制を施行。
  - 7月7日 - 大曲村が町制施行して大曲町となる。（2町37村）
  - 7月9日 - 六郷村が町制施行して六郷町となる。（3町36村）
- 明治30年（1897年）8月31日 - 金沢村が町制施行して金沢町となる。（4町35村）
- 明治33年（1900年）8月13日 - 新刈和野村の一部（刈和野）に刈和野村、残部（峰吉川）に峰吉川村が発足。（4町36村）
- 明治34年（1901年）7月23日 - 刈和野村が町制施行して刈和野町となる。（5町35村）
- 明治35年（1902年）6月4日 - 神宮寺村が町制施行して神宮寺町となる。（6町34村）
- 大正11年（1922年）10月1日 - 長野村が町制施行して長野町となる。（7町33村）
- 大正12年（1923年）4月1日 - 郡会が廃止。郡役所は存続。
- 大正15年（1926年）7月1日 - 郡役所が廃止。以降は地域区分名称となる。
- 昭和28年（1953年）10月1日 - 生保内村が町制施行して生保内町となる。（8町32村）
- 昭和29年（1954年）5月3日 - 大曲町・花館村・内小友村・大川西根村・藤木村・四ツ屋村が合併して大曲市が発足し、郡より離脱。（7町27村）
- 昭和30年（1955年）
  - 3月1日 - 刈和野町・土川村・大沢郷村・強首村が合併して西仙北町が発足。（7町24村）
  - 3月31日（7町11村）
    - 神宮寺町・北楢岡村が合併して神岡町が発足[6]。
    - 長野町・清水村・豊川村・豊岡村が合併して中仙町が発足。
    - 峰吉川村・淀川村・荒川村が河辺郡船岡村と合併して協和村が発足。
    - 南楢岡村・外小友村が合併して南外村が発足。
    - 高梨村・横堀村が合併して仙北村が発足。
    - 角館町・中川村・雲沢村・白岩村が合併し、改めて角館町が発足。
    - 横沢村・長信田村が合併して太田村が発足。
    - 千屋村・畑屋村が合併して千畑村が発足。
- 昭和31年（1956年）9月30日（6町7村）
  - 金沢町が横手市に編入。
  - 生保内町・田沢村・神代村が合併して田沢湖町が発足。
  - 西明寺村・檜木内村が合併して西木村が発足。
  - 飯詰村・金沢西根村が合併して仙南村が発足。
- 昭和33年（1958年）4月22日 - 仙南村が横手市の一部（野荒町の全域と金沢の大部分）を編入。
- 昭和44年（1969年）4月1日（8町5村）
  - 協和村が町制施行して協和町となる。
  - 太田村が町制施行して太田町となる。
- 昭和49年（1974年）4月1日 - 仙北村が町制施行して仙北町となる。（9町4村）
- 昭和61年（1986年）3月1日 - 千畑村が町制施行して千畑町となる。（10町3村）
- 平成16年（2004年）11月1日 - 六郷町・千畑町・仙南村が合併して美郷町が発足。（9町2村）
- 平成17年（2005年）
  - 3月22日 - 神岡町・西仙北町・中仙町・協和町・南外村・仙北町・太田町が大曲市と合併して大仙市が発足し、郡より離脱。（3町1村）
  - 9月20日 - 田沢湖町・角館町・西木村が合併して仙北市が発足し、郡より離脱。（1町）

### 変遷表
| 明治22年以前          | 明治22年以前             | 明治22年 4月1日 町村制施行 | 明治22年 - 大正15年           | 明治22年 - 大正15年           | 昭和元年 - 昭和30年           | 昭和31年 - 昭和64年          | 昭和31年 - 昭和64年          | 平成元年 - 現在        | 現在   |
| --------------------- | ------------------------ | -------------------------- | ----------------------------- | ----------------------------- | ----------------------------- | ---------------------------- | ---------------------------- | ---------------------- | ------ |
| 大曲村                | 大曲村                   | 大曲村                     | 明治24年7月7日 町制 大曲町    | 明治24年7月7日 町制 大曲町    | 昭和29年5月3日 大曲市         | 大曲市                       | 大曲市                       | 平成17年3月22日 大仙市 | 大仙市 |
| 飯田村                |                          | 大曲村                     | 明治24年7月7日 町制 大曲町    | 明治24年7月7日 町制 大曲町    | 昭和29年5月3日 大曲市         | 大曲市                       | 大曲市                       | 平成17年3月22日 大仙市 | 大仙市 |
| 川目村                |                          | 大曲村                     | 明治24年7月7日 町制 大曲町    | 明治24年7月7日 町制 大曲町    | 昭和29年5月3日 大曲市         | 大曲市                       | 大曲市                       | 平成17年3月22日 大仙市 | 大仙市 |
| 小貫高畑村            |                          | 大曲村                     | 明治24年7月7日 町制 大曲町    | 明治24年7月7日 町制 大曲町    | 昭和29年5月3日 大曲市         | 大曲市                       | 大曲市                       | 平成17年3月22日 大仙市 | 大仙市 |
| 荻目村                | 明治10年 和合村          | 大曲村                     | 明治24年7月7日 町制 大曲町    | 明治24年7月7日 町制 大曲町    | 昭和29年5月3日 大曲市         | 大曲市                       | 大曲市                       | 平成17年3月22日 大仙市 | 大仙市 |
| 宝門清水村            | 明治10年 和合村          | 大曲村                     | 明治24年7月7日 町制 大曲町    | 明治24年7月7日 町制 大曲町    | 昭和29年5月3日 大曲市         | 大曲市                       | 大曲市                       | 平成17年3月22日 大仙市 | 大仙市 |
| 東川村                |                          | 大曲村                     | 明治24年7月7日 町制 大曲町    | 明治24年7月7日 町制 大曲町    | 昭和29年5月3日 大曲市         | 大曲市                       | 大曲市                       | 平成17年3月22日 大仙市 | 大仙市 |
| 戸蒔村                |                          | 大曲村                     | 明治24年7月7日 町制 大曲町    | 明治24年7月7日 町制 大曲町    | 昭和29年5月3日 大曲市         | 大曲市                       | 大曲市                       | 平成17年3月22日 大仙市 | 大仙市 |
| 花館村                | 花館村                   | 花館村                     | 花館村                        | 花館村                        | 昭和29年5月3日 大曲市         | 大曲市                       | 大曲市                       | 平成17年3月22日 大仙市 | 大仙市 |
| 内小友村              | 内小友村                 | 内小友村                   | 内小友村                      | 内小友村                      | 昭和29年5月3日 大曲市         | 大曲市                       | 大曲市                       | 平成17年3月22日 大仙市 | 大仙市 |
| 中田新田村            |                          | 内小友村                   | 内小友村                      | 内小友村                      | 昭和29年5月3日 大曲市         | 大曲市                       | 大曲市                       | 平成17年3月22日 大仙市 | 大仙市 |
| 宮林新田村            |                          | 内小友村                   | 内小友村                      | 内小友村                      | 昭和29年5月3日 大曲市         | 大曲市                       | 大曲市                       | 平成17年3月22日 大仙市 | 大仙市 |
| 大曲西根村            | 大曲西根村               | 大川西根村                 | 大川西根村                    | 大川西根村                    | 昭和29年5月3日 大曲市         | 大曲市                       | 大曲市                       | 平成17年3月22日 大仙市 | 大仙市 |
| 蛭川村                |                          | 大川西根村                 | 大川西根村                    | 大川西根村                    | 昭和29年5月3日 大曲市         | 大曲市                       | 大曲市                       | 平成17年3月22日 大仙市 | 大仙市 |
| 藤木村                | 藤木村                   | 藤木村                     | 藤木村                        | 藤木村                        | 昭和29年5月3日 大曲市         | 大曲市                       | 大曲市                       | 平成17年3月22日 大仙市 | 大仙市 |
| 六郷西根村            |                          | 藤木村                     | 藤木村                        | 藤木村                        | 昭和29年5月3日 大曲市         | 大曲市                       | 大曲市                       | 平成17年3月22日 大仙市 | 大仙市 |
| 下深井村              |                          | 藤木村                     | 藤木村                        | 藤木村                        | 昭和29年5月3日 大曲市         | 大曲市                       | 大曲市                       | 平成17年3月22日 大仙市 | 大仙市 |
| 四ツ屋村              | 四ツ屋村                 | 四ツ屋村                   | 四ツ屋村                      | 四ツ屋村                      | 昭和29年5月3日 大曲市         | 大曲市                       | 大曲市                       | 平成17年3月22日 大仙市 | 大仙市 |
| 新谷地村              |                          | 四ツ屋村                   | 四ツ屋村                      | 四ツ屋村                      | 昭和29年5月3日 大曲市         | 大曲市                       | 大曲市                       | 平成17年3月22日 大仙市 | 大仙市 |
| 高関上郷村            |                          | 四ツ屋村                   | 四ツ屋村                      | 四ツ屋村                      | 昭和29年5月3日 大曲市         | 大曲市                       | 大曲市                       | 平成17年3月22日 大仙市 | 大仙市 |
| 松倉村                |                          | 四ツ屋村                   | 四ツ屋村                      | 四ツ屋村                      | 昭和29年5月3日 大曲市         | 大曲市                       | 大曲市                       | 平成17年3月22日 大仙市 | 大仙市 |
| 神宮寺村              | 神宮寺村                 | 神宮寺村                   | 神宮寺村                      | 明治35年6月4日 町制 神宮寺町  | 昭和30年3月31日 神岡町        | 神岡町                       | 神岡町                       | 平成17年3月22日 大仙市 | 大仙市 |
| 北楢岡村              | 北楢岡村                 | 神宮寺村                   | 明治23年3月24日 分立 北楢岡村 | 明治23年3月24日 分立 北楢岡村 | 昭和30年3月31日 神岡町        | 神岡町                       | 神岡町                       | 平成17年3月22日 大仙市 | 大仙市 |
| 半道寺村              | 半道寺村                 | 土川村                     | 土川村                        | 土川村                        | 昭和30年3月1日 西仙北町       | 西仙北町                     | 西仙北町                     | 平成17年3月22日 大仙市 | 大仙市 |
| 今泉村                | 明治11年 改称 西今泉村   | 土川村                     | 土川村                        | 土川村                        | 昭和30年3月1日 西仙北町       | 西仙北町                     | 西仙北町                     | 平成17年3月22日 大仙市 | 大仙市 |
| 心像村                |                          | 土川村                     | 土川村                        | 土川村                        | 昭和30年3月1日 西仙北町       | 西仙北町                     | 西仙北町                     | 平成17年3月22日 大仙市 | 大仙市 |
| 小杉山村              |                          | 土川村                     | 土川村                        | 土川村                        | 昭和30年3月1日 西仙北町       | 西仙北町                     | 西仙北町                     | 平成17年3月22日 大仙市 | 大仙市 |
| 大沢郷宿村            | 大沢郷宿村               | 大沢郷村                   | 大沢郷村                      | 大沢郷村                      | 昭和30年3月1日 西仙北町       | 西仙北町                     | 西仙北町                     | 平成17年3月22日 大仙市 | 大仙市 |
| 杉山田村              |                          | 大沢郷村                   | 大沢郷村                      | 大沢郷村                      | 昭和30年3月1日 西仙北町       | 西仙北町                     | 西仙北町                     | 平成17年3月22日 大仙市 | 大仙市 |
| 正手沢村              |                          | 大沢郷村                   | 大沢郷村                      | 大沢郷村                      | 昭和30年3月1日 西仙北町       | 西仙北町                     | 西仙北町                     | 平成17年3月22日 大仙市 | 大仙市 |
| 円行寺村              |                          | 大沢郷村                   | 大沢郷村                      | 大沢郷村                      | 昭和30年3月1日 西仙北町       | 西仙北町                     | 西仙北町                     | 平成17年3月22日 大仙市 | 大仙市 |
| 大沢郷寺村            |                          | 大沢郷村                   | 大沢郷村                      | 大沢郷村                      | 昭和30年3月1日 西仙北町       | 西仙北町                     | 西仙北町                     | 平成17年3月22日 大仙市 | 大仙市 |
| 北野目村              |                          | 大沢郷村                   | 大沢郷村                      | 大沢郷村                      | 昭和30年3月1日 西仙北町       | 西仙北町                     | 西仙北町                     | 平成17年3月22日 大仙市 | 大仙市 |
| 三条川原村            | 明治10年 北野目村に合併  | 大沢郷村                   | 大沢郷村                      | 大沢郷村                      | 昭和30年3月1日 西仙北町       | 西仙北町                     | 西仙北町                     | 平成17年3月22日 大仙市 | 大仙市 |
| 高城村                |                          | 大沢郷村                   | 大沢郷村                      | 大沢郷村                      | 昭和30年3月1日 西仙北町       | 西仙北町                     | 西仙北町                     | 平成17年3月22日 大仙市 | 大仙市 |
| 強首村                | 強首村                   | 強首村                     | 強首村                        | 強首村                        | 昭和30年3月1日 西仙北町       | 西仙北町                     | 西仙北町                     | 平成17年3月22日 大仙市 | 大仙市 |
| 大巻村                |                          | 強首村                     | 強首村                        | 強首村                        | 昭和30年3月1日 西仙北町       | 西仙北町                     | 西仙北町                     | 平成17年3月22日 大仙市 | 大仙市 |
| 九升田村              |                          | 強首村                     | 強首村                        | 強首村                        | 昭和30年3月1日 西仙北町       | 西仙北町                     | 西仙北町                     | 平成17年3月22日 大仙市 | 大仙市 |
| 金山沢村              |                          | 強首村                     | 強首村                        | 強首村                        | 昭和30年3月1日 西仙北町       | 西仙北町                     | 西仙北町                     | 平成17年3月22日 大仙市 | 大仙市 |
| 木売沢村              | 明治10年 木原田村        | 強首村                     | 強首村                        | 強首村                        | 昭和30年3月1日 西仙北町       | 西仙北町                     | 西仙北町                     | 平成17年3月22日 大仙市 | 大仙市 |
| 江原田村              | 明治10年 木原田村        | 強首村                     | 強首村                        | 強首村                        | 昭和30年3月1日 西仙北町       | 西仙北町                     | 西仙北町                     | 平成17年3月22日 大仙市 | 大仙市 |
| 寺館尻引村            |                          | 強首村                     | 強首村                        | 強首村                        | 昭和30年3月1日 西仙北町       | 西仙北町                     | 西仙北町                     | 平成17年3月22日 大仙市 | 大仙市 |
| 刈和野村              | 刈和野村                 | 新刈和野村                 | 明治33年8月13日 刈和野村      | 明治34年7月23日 町制 刈和野町 | 昭和30年3月1日 西仙北町       | 西仙北町                     | 西仙北町                     | 平成17年3月22日 大仙市 | 大仙市 |
| 峯吉川村              | 峯吉川村                 | 新刈和野村                 | 明治33年8月13日 峰吉川村      | 明治33年8月13日 峰吉川村      | 昭和30年3月31日 協和村        | 昭和44年4月1日 町制 協和町   | 昭和44年4月1日 町制 協和町   | 平成17年3月22日 大仙市 | 大仙市 |
| 中淀川村              | 中淀川村                 | 淀川村                     | 淀川村                        | 淀川村                        | 昭和30年3月31日 協和村        | 昭和44年4月1日 町制 協和町   | 昭和44年4月1日 町制 協和町   | 平成17年3月22日 大仙市 | 大仙市 |
| 下淀川村              |                          | 淀川村                     | 淀川村                        | 淀川村                        | 昭和30年3月31日 協和村        | 昭和44年4月1日 町制 協和町   | 昭和44年4月1日 町制 協和町   | 平成17年3月22日 大仙市 | 大仙市 |
| 小種村                |                          | 淀川村                     | 淀川村                        | 淀川村                        | 昭和30年3月31日 協和村        | 昭和44年4月1日 町制 協和町   | 昭和44年4月1日 町制 協和町   | 平成17年3月22日 大仙市 | 大仙市 |
| 福部羅村              | 明治10年 小種村に合併    | 淀川村                     | 淀川村                        | 淀川村                        | 昭和30年3月31日 協和村        | 昭和44年4月1日 町制 協和町   | 昭和44年4月1日 町制 協和町   | 平成17年3月22日 大仙市 | 大仙市 |
| 荒川村                | 荒川村                   | 荒川村                     | 荒川村                        | 荒川村                        | 昭和30年3月31日 協和村        | 昭和44年4月1日 町制 協和町   | 昭和44年4月1日 町制 協和町   | 平成17年3月22日 大仙市 | 大仙市 |
| 稲沢村                |                          | 荒川村                     | 荒川村                        | 荒川村                        | 昭和30年3月31日 協和村        | 昭和44年4月1日 町制 協和町   | 昭和44年4月1日 町制 協和町   | 平成17年3月22日 大仙市 | 大仙市 |
| 境村                  |                          | 荒川村                     | 荒川村                        | 荒川村                        | 昭和30年3月31日 協和村        | 昭和44年4月1日 町制 協和町   | 昭和44年4月1日 町制 協和町   | 平成17年3月22日 大仙市 | 大仙市 |
| 上淀川村              |                          | 荒川村                     | 荒川村                        | 荒川村                        | 昭和30年3月31日 協和村        | 昭和44年4月1日 町制 協和町   | 昭和44年4月1日 町制 協和町   | 平成17年3月22日 大仙市 | 大仙市 |
| 河辺郡船岡村          | 河辺郡船岡村             | 河辺郡 船岡村              | 河辺郡船岡村                  | 河辺郡船岡村                  | 昭和30年3月31日 協和村        | 昭和44年4月1日 町制 協和町   | 昭和44年4月1日 町制 協和町   | 平成17年3月22日 大仙市 | 大仙市 |
| 河辺郡船沢村          |                          | 河辺郡 船岡村              | 河辺郡船岡村                  | 河辺郡船岡村                  | 昭和30年3月31日 協和村        | 昭和44年4月1日 町制 協和町   | 昭和44年4月1日 町制 協和町   | 平成17年3月22日 大仙市 | 大仙市 |
| 南楢岡村              | 南楢岡村                 | 南楢岡村                   | 南楢岡村                      | 南楢岡村                      | 昭和30年3月31日 南外村        | 南外村                       | 南外村                       | 平成17年3月22日 大仙市 | 大仙市 |
| 外小友村              | 外小友村                 | 外小友村                   | 外小友村                      | 外小友村                      | 昭和30年3月31日 南外村        | 南外村                       | 南外村                       | 平成17年3月22日 大仙市 | 大仙市 |
| 長野村                | 長野村                   | 長野村                     | 大正11年10月1日 町制 長野町   | 大正11年10月1日 町制 長野町   | 昭和30年3月31日 中仙町        | 中仙町                       | 中仙町                       | 平成17年3月22日 大仙市 | 大仙市 |
| 館ノ郷村              | 明治10年 北長野村        | 長野村                     | 大正11年10月1日 町制 長野町   | 大正11年10月1日 町制 長野町   | 昭和30年3月31日 中仙町        | 中仙町                       | 中仙町                       | 平成17年3月22日 大仙市 | 大仙市 |
| 袴田村                | 明治10年 北長野村        | 長野村                     | 大正11年10月1日 町制 長野町   | 大正11年10月1日 町制 長野町   | 昭和30年3月31日 中仙町        | 中仙町                       | 中仙町                       | 平成17年3月22日 大仙市 | 大仙市 |
| 鑓見内村              |                          | 長野村                     | 大正11年10月1日 町制 長野町   | 大正11年10月1日 町制 長野町   | 昭和30年3月31日 中仙町        | 中仙町                       | 中仙町                       | 平成17年3月22日 大仙市 | 大仙市 |
| 長戸呂村              |                          | 長野村                     | 大正11年10月1日 町制 長野町   | 大正11年10月1日 町制 長野町   | 昭和30年3月31日 中仙町        | 中仙町                       | 中仙町                       | 平成17年3月22日 大仙市 | 大仙市 |
| 上鶯野村              |                          | 長野村                     | 大正11年10月1日 町制 長野町   | 大正11年10月1日 町制 長野町   | 昭和30年3月31日 中仙町        | 中仙町                       | 中仙町                       | 平成17年3月22日 大仙市 | 大仙市 |
| 下鶯野村              |                          | 長野村                     | 大正11年10月1日 町制 長野町   | 大正11年10月1日 町制 長野町   | 昭和30年3月31日 中仙町        | 中仙町                       | 中仙町                       | 平成17年3月22日 大仙市 | 大仙市 |
| 遠藤野新田村          | 明治10年 下鶯野村に合併  | 長野村                     | 大正11年10月1日 町制 長野町   | 大正11年10月1日 町制 長野町   | 昭和30年3月31日 中仙町        | 中仙町                       | 中仙町                       | 平成17年3月22日 大仙市 | 大仙市 |
| 村杉村                | 明治10年 賢木村          | 清水村                     | 清水村                        | 清水村                        | 昭和30年3月31日 中仙町        | 中仙町                       | 中仙町                       | 平成17年3月22日 大仙市 | 大仙市 |
| 大蔵村                | 明治10年 賢木村          | 清水村                     | 清水村                        | 清水村                        | 昭和30年3月31日 中仙町        | 中仙町                       | 中仙町                       | 平成17年3月22日 大仙市 | 大仙市 |
| 金鐙村                | 明治10年 黒鐙村          | 清水村                     | 清水村                        | 清水村                        | 昭和30年3月31日 中仙町        | 中仙町                       | 中仙町                       | 平成17年3月22日 大仙市 | 大仙市 |
| 黒土村                | 明治10年 黒鐙村          | 清水村                     | 清水村                        | 清水村                        | 昭和30年3月31日 中仙町        | 中仙町                       | 中仙町                       | 平成17年3月22日 大仙市 | 大仙市 |
| 沖ノ郷村              |                          | 清水村                     | 清水村                        | 清水村                        | 昭和30年3月31日 中仙町        | 中仙町                       | 中仙町                       | 平成17年3月22日 大仙市 | 大仙市 |
| 野口村                |                          | 清水村                     | 清水村                        | 清水村                        | 昭和30年3月31日 中仙町        | 中仙町                       | 中仙町                       | 平成17年3月22日 大仙市 | 大仙市 |
| 簗場新田村            | 明治10年 野口村に合併    | 清水村                     | 清水村                        | 清水村                        | 昭和30年3月31日 中仙町        | 中仙町                       | 中仙町                       | 平成17年3月22日 大仙市 | 大仙市 |
| 野田村                | 明治10年 豊受村          | 豊川村                     | 豊川村                        | 豊川村                        | 昭和30年3月31日 中仙町        | 中仙町                       | 中仙町                       | 平成17年3月22日 大仙市 | 大仙市 |
| 米沢新田村            | 明治10年 豊受村          | 豊川村                     | 豊川村                        | 豊川村                        | 昭和30年3月31日 中仙町        | 中仙町                       | 中仙町                       | 平成17年3月22日 大仙市 | 大仙市 |
| 下桜田村              | 明治10年 田川村          | 豊川村                     | 豊川村                        | 豊川村                        | 昭和30年3月31日 中仙町        | 中仙町                       | 中仙町                       | 平成17年3月22日 大仙市 | 大仙市 |
| 桜田村                | 明治10年 田川村          | 豊川村                     | 豊川村                        | 豊川村                        | 昭和30年3月31日 中仙町        | 中仙町                       | 中仙町                       | 平成17年3月22日 大仙市 | 大仙市 |
| 葛川村                | 明治10年 田川村          | 豊川村                     | 豊川村                        | 豊川村                        | 昭和30年3月31日 中仙町        | 中仙町                       | 中仙町                       | 平成17年3月22日 大仙市 | 大仙市 |
| 八幡林村              |                          | 豊川村                     | 豊川村                        | 豊川村                        | 昭和30年3月31日 中仙町        | 中仙町                       | 中仙町                       | 平成17年3月22日 大仙市 | 大仙市 |
| 長楽寺村              | 明治10年 長谷川村        | 豊川村                     | 豊川村                        | 豊川村                        | 昭和30年3月31日 中仙町        | 中仙町                       | 中仙町                       | 平成17年3月22日 大仙市 | 大仙市 |
| 谷地乙森村            | 明治10年 長谷川村        | 豊川村                     | 豊川村                        | 豊川村                        | 昭和30年3月31日 中仙町        | 中仙町                       | 中仙町                       | 平成17年3月22日 大仙市 | 大仙市 |
| 東長野村              |                          | 豊川村                     | 豊川村                        | 豊川村                        | 昭和30年3月31日 中仙町        | 中仙町                       | 中仙町                       | 平成17年3月22日 大仙市 | 大仙市 |
| 野中村                | 明治10年 豊岡村          | 豊岡村                     | 豊岡村                        | 豊岡村                        | 昭和30年3月31日 中仙町        | 中仙町                       | 中仙町                       | 平成17年3月22日 大仙市 | 大仙市 |
| 椿村                  | 明治10年 豊岡村          | 豊岡村                     | 豊岡村                        | 豊岡村                        | 昭和30年3月31日 中仙町        | 中仙町                       | 中仙町                       | 平成17年3月22日 大仙市 | 大仙市 |
| 小沼村                | 明治10年 豊岡村          | 豊岡村                     | 豊岡村                        | 豊岡村                        | 昭和30年3月31日 中仙町        | 中仙町                       | 中仙町                       | 平成17年3月22日 大仙市 | 大仙市 |
| 八日市村              | 明治10年 豊岡村          | 豊岡村                     | 豊岡村                        | 豊岡村                        | 昭和30年3月31日 中仙町        | 中仙町                       | 中仙町                       | 平成17年3月22日 大仙市 | 大仙市 |
| 柏木田新田村          | 明治10年 豊岡村          | 豊岡村                     | 豊岡村                        | 豊岡村                        | 昭和30年3月31日 中仙町        | 中仙町                       | 中仙町                       | 平成17年3月22日 大仙市 | 大仙市 |
| 栗沢村                |                          | 豊岡村                     | 豊岡村                        | 豊岡村                        | 昭和30年3月31日 中仙町        | 中仙町                       | 中仙町                       | 平成17年3月22日 大仙市 | 大仙市 |
| 大神成村              |                          | 豊岡村                     | 豊岡村                        | 豊岡村                        | 昭和30年3月31日 中仙町        | 中仙町                       | 中仙町                       | 平成17年3月22日 大仙市 | 大仙市 |
| 高梨村                | 高梨村                   | 高梨村                     | 高梨村                        | 高梨村                        | 昭和30年3月31日 仙北村        | 昭和49年4月1日 町制 仙北町   | 昭和49年4月1日 町制 仙北町   | 平成17年3月22日 大仙市 | 大仙市 |
| 橋本村                |                          | 高梨村                     | 高梨村                        | 高梨村                        | 昭和30年3月31日 仙北村        | 昭和49年4月1日 町制 仙北町   | 昭和49年4月1日 町制 仙北町   | 平成17年3月22日 大仙市 | 大仙市 |
| 払田村                |                          | 高梨村                     | 高梨村                        | 高梨村                        | 昭和30年3月31日 仙北村        | 昭和49年4月1日 町制 仙北町   | 昭和49年4月1日 町制 仙北町   | 平成17年3月22日 大仙市 | 大仙市 |
| 上野田村              |                          | 高梨村                     | 高梨村                        | 高梨村                        | 昭和30年3月31日 仙北村        | 昭和49年4月1日 町制 仙北町   | 昭和49年4月1日 町制 仙北町   | 平成17年3月22日 大仙市 | 大仙市 |
| 戸地谷村              |                          | 高梨村                     | 高梨村                        | 高梨村                        | 昭和30年3月31日 仙北村        | 昭和49年4月1日 町制 仙北町   | 昭和49年4月1日 町制 仙北町   | 平成17年3月22日 大仙市 | 大仙市 |
| 板見内村              | 板見内村                 | 横堀村                     | 横堀村                        | 横堀村                        | 昭和30年3月31日 仙北村        | 昭和49年4月1日 町制 仙北町   | 昭和49年4月1日 町制 仙北町   | 平成17年3月22日 大仙市 | 大仙市 |
| 横堀村                |                          | 横堀村                     | 横堀村                        | 横堀村                        | 昭和30年3月31日 仙北村        | 昭和49年4月1日 町制 仙北町   | 昭和49年4月1日 町制 仙北町   | 平成17年3月22日 大仙市 | 大仙市 |
| 福田村                |                          | 横堀村                     | 横堀村                        | 横堀村                        | 昭和30年3月31日 仙北村        | 昭和49年4月1日 町制 仙北町   | 昭和49年4月1日 町制 仙北町   | 平成17年3月22日 大仙市 | 大仙市 |
| 堀見内村              |                          | 横堀村                     | 横堀村                        | 横堀村                        | 昭和30年3月31日 仙北村        | 昭和49年4月1日 町制 仙北町   | 昭和49年4月1日 町制 仙北町   | 平成17年3月22日 大仙市 | 大仙市 |
| 横沢村                | 横沢村                   | 横沢村                     | 横沢村                        | 横沢村                        | 昭和30年3月31日 太田村        | 昭和44年4月1日 町制 太田町   | 昭和44年4月1日 町制 太田町   | 平成17年3月22日 大仙市 | 大仙市 |
| 駒場村                |                          | 横沢村                     | 横沢村                        | 横沢村                        | 昭和30年3月31日 太田村        | 昭和44年4月1日 町制 太田町   | 昭和44年4月1日 町制 太田町   | 平成17年3月22日 大仙市 | 大仙市 |
| 宮内村                | 明治10年 三本扇村        | 横沢村                     | 横沢村                        | 横沢村                        | 昭和30年3月31日 太田村        | 昭和44年4月1日 町制 太田町   | 昭和44年4月1日 町制 太田町   | 平成17年3月22日 大仙市 | 大仙市 |
| 今宿村                | 明治10年 三本扇村        | 横沢村                     | 横沢村                        | 横沢村                        | 昭和30年3月31日 太田村        | 昭和44年4月1日 町制 太田町   | 昭和44年4月1日 町制 太田町   | 平成17年3月22日 大仙市 | 大仙市 |
| 羽見内村              | 明治10年 三本扇村        | 横沢村                     | 横沢村                        | 横沢村                        | 昭和30年3月31日 太田村        | 昭和44年4月1日 町制 太田町   | 昭和44年4月1日 町制 太田町   | 平成17年3月22日 大仙市 | 大仙市 |
| 中里村                |                          | 横沢村                     | 横沢村                        | 横沢村                        | 昭和30年3月31日 太田村        | 昭和44年4月1日 町制 太田町   | 昭和44年4月1日 町制 太田町   | 平成17年3月22日 大仙市 | 大仙市 |
| 国見村                |                          | 横沢村                     | 横沢村                        | 横沢村                        | 昭和30年3月31日 太田村        | 昭和44年4月1日 町制 太田町   | 昭和44年4月1日 町制 太田町   | 平成17年3月22日 大仙市 | 大仙市 |
| 斉内村                | 斉内村                   | 長信田村                   | 長信田村                      | 長信田村                      | 昭和30年3月31日 太田村        | 昭和44年4月1日 町制 太田町   | 昭和44年4月1日 町制 太田町   | 平成17年3月22日 大仙市 | 大仙市 |
| 永代村                |                          | 長信田村                   | 長信田村                      | 長信田村                      | 昭和30年3月31日 太田村        | 昭和44年4月1日 町制 太田町   | 昭和44年4月1日 町制 太田町   | 平成17年3月22日 大仙市 | 大仙市 |
| 川口村                |                          | 長信田村                   | 長信田村                      | 長信田村                      | 昭和30年3月31日 太田村        | 昭和44年4月1日 町制 太田町   | 昭和44年4月1日 町制 太田町   | 平成17年3月22日 大仙市 | 大仙市 |
| 太田村                |                          | 長信田村                   | 長信田村                      | 長信田村                      | 昭和30年3月31日 太田村        | 昭和44年4月1日 町制 太田町   | 昭和44年4月1日 町制 太田町   | 平成17年3月22日 大仙市 | 大仙市 |
| 小神成村              |                          | 長信田村                   | 長信田村                      | 長信田村                      | 昭和30年3月31日 太田村        | 昭和44年4月1日 町制 太田町   | 昭和44年4月1日 町制 太田町   | 平成17年3月22日 大仙市 | 大仙市 |
| 今泉村                | 明治11年 改称 東今泉村   | 長信田村                   | 長信田村                      | 長信田村                      | 昭和30年3月31日 太田村        | 昭和44年4月1日 町制 太田町   | 昭和44年4月1日 町制 太田町   | 平成17年3月22日 大仙市 | 大仙市 |
| 角館21町              | 角館21町                 | 角館町                     | 角館町                        | 角館町                        | 昭和30年3月31日 角館町        | 角館町                       | 角館町                       | 平成17年9月20日 仙北市 | 仙北市 |
| 勝楽村                | 明治9年 岩瀬村           | 角館町                     | 角館町                        | 角館町                        | 昭和30年3月31日 角館町        | 角館町                       | 角館町                       | 平成17年9月20日 仙北市 | 仙北市 |
| 小館村                | 明治9年 岩瀬村           | 角館町                     | 角館町                        | 角館町                        | 昭和30年3月31日 角館町        | 角館町                       | 角館町                       | 平成17年9月20日 仙北市 | 仙北市 |
| 川原村                | 川原村                   | 中川村                     | 中川村                        | 中川村                        | 昭和30年3月31日 角館町        | 角館町                       | 角館町                       | 平成17年9月20日 仙北市 | 仙北市 |
| 小勝田村              |                          | 中川村                     | 中川村                        | 中川村                        | 昭和30年3月31日 角館町        | 角館町                       | 角館町                       | 平成17年9月20日 仙北市 | 仙北市 |
| 山谷川崎村            |                          | 中川村                     | 中川村                        | 中川村                        | 昭和30年3月31日 角館町        | 角館町                       | 角館町                       | 平成17年9月20日 仙北市 | 仙北市 |
| 西長野村              | 西長野村                 | 雲沢村                     | 雲沢村                        | 雲沢村                        | 昭和30年3月31日 角館町        | 角館町                       | 角館町                       | 平成17年9月20日 仙北市 | 仙北市 |
| 雲然村                |                          | 雲沢村                     | 雲沢村                        | 雲沢村                        | 昭和30年3月31日 角館町        | 角館町                       | 角館町                       | 平成17年9月20日 仙北市 | 仙北市 |
| 下延村                |                          | 雲沢村                     | 雲沢村                        | 雲沢村                        | 昭和30年3月31日 角館町        | 角館町                       | 角館町                       | 平成17年9月20日 仙北市 | 仙北市 |
| 八割村                |                          | 雲沢村                     | 雲沢村                        | 雲沢村                        | 昭和30年3月31日 角館町        | 角館町                       | 角館町                       | 平成17年9月20日 仙北市 | 仙北市 |
| 白岩前郷村            | 明治10年 白岩村          | 白岩村                     | 白岩村                        | 白岩村                        | 昭和30年3月31日 角館町        | 角館町                       | 角館町                       | 平成17年9月20日 仙北市 | 仙北市 |
| 白岩堂野口村          | 明治10年 白岩村          | 白岩村                     | 白岩村                        | 白岩村                        | 昭和30年3月31日 角館町        | 角館町                       | 角館町                       | 平成17年9月20日 仙北市 | 仙北市 |
| 白岩広久内村          |                          | 白岩村                     | 白岩村                        | 白岩村                        | 昭和30年3月31日 角館町        | 角館町                       | 角館町                       | 平成17年9月20日 仙北市 | 仙北市 |
| 釣田新田村            | 明治10年 薗田村          | 白岩村                     | 白岩村                        | 白岩村                        | 昭和30年3月31日 角館町        | 角館町                       | 角館町                       | 平成17年9月20日 仙北市 | 仙北市 |
| 上花園村              | 明治10年 薗田村          | 白岩村                     | 白岩村                        | 白岩村                        | 昭和30年3月31日 角館町        | 角館町                       | 角館町                       | 平成17年9月20日 仙北市 | 仙北市 |
| 下花園村              | 明治10年 薗田村          | 白岩村                     | 白岩村                        | 白岩村                        | 昭和30年3月31日 角館町        | 角館町                       | 角館町                       | 平成17年9月20日 仙北市 | 仙北市 |
| 生保内村              | 生保内村                 | 生保内村                   | 生保内村                      | 生保内村                      | 昭和28年10月1日 町制 生保内町 | 昭和31年9月30日 田沢湖町     | 昭和31年9月30日 田沢湖町     | 平成17年9月20日 仙北市 | 仙北市 |
| 刺巻村                |                          | 生保内村                   | 生保内村                      | 生保内村                      | 昭和28年10月1日 町制 生保内町 | 昭和31年9月30日 田沢湖町     | 昭和31年9月30日 田沢湖町     | 平成17年9月20日 仙北市 | 仙北市 |
| 潟村                  |                          | 生保内村                   | 生保内村                      | 生保内村                      | 昭和28年10月1日 町制 生保内町 | 昭和31年9月30日 田沢湖町     | 昭和31年9月30日 田沢湖町     | 平成17年9月20日 仙北市 | 仙北市 |
| 田沢村                | 田沢村                   | 田沢村                     | 田沢村                        | 田沢村                        | 田沢村                        | 昭和31年9月30日 田沢湖町     | 昭和31年9月30日 田沢湖町     | 平成17年9月20日 仙北市 | 仙北市 |
| 玉川村                |                          | 田沢村                     | 田沢村                        | 田沢村                        | 田沢村                        | 昭和31年9月30日 田沢湖町     | 昭和31年9月30日 田沢湖町     | 平成17年9月20日 仙北市 | 仙北市 |
| 国館村                | 明治10年 神代村          | 神代村                     | 神代村                        | 神代村                        | 神代村                        | 昭和31年9月30日 田沢湖町     | 昭和31年9月30日 田沢湖町     | 平成17年9月20日 仙北市 | 仙北市 |
| 下宮田村              | 明治10年 神代村          | 神代村                     | 神代村                        | 神代村                        | 神代村                        | 昭和31年9月30日 田沢湖町     | 昭和31年9月30日 田沢湖町     | 平成17年9月20日 仙北市 | 仙北市 |
| 荒川尻村              | 明治10年 神代村          | 神代村                     | 神代村                        | 神代村                        | 神代村                        | 昭和31年9月30日 田沢湖町     | 昭和31年9月30日 田沢湖町     | 平成17年9月20日 仙北市 | 仙北市 |
| 角館本町村            | 明治10年 小松村          | 神代村                     | 神代村                        | 神代村                        | 神代村                        | 昭和31年9月30日 田沢湖町     | 昭和31年9月30日 田沢湖町     | 平成17年9月20日 仙北市 | 仙北市 |
| 角館城廻村            | 明治10年 小松村          | 神代村                     | 神代村                        | 神代村                        | 神代村                        | 昭和31年9月30日 田沢湖町     | 昭和31年9月30日 田沢湖町     | 平成17年9月20日 仙北市 | 仙北市 |
| 田中村                | 明治10年 小松村          | 神代村                     | 神代村                        | 神代村                        | 神代村                        | 昭和31年9月30日 田沢湖町     | 昭和31年9月30日 田沢湖町     | 平成17年9月20日 仙北市 | 仙北市 |
| 熊野林村              | 明治10年 小松村          | 神代村                     | 神代村                        | 神代村                        | 神代村                        | 昭和31年9月30日 田沢湖町     | 昭和31年9月30日 田沢湖町     | 平成17年9月20日 仙北市 | 仙北市 |
| 院内村                | 明治10年 岡崎村          | 神代村                     | 神代村                        | 神代村                        | 神代村                        | 昭和31年9月30日 田沢湖町     | 昭和31年9月30日 田沢湖町     | 平成17年9月20日 仙北市 | 仙北市 |
| 鎌川村                | 明治10年 岡崎村          | 神代村                     | 神代村                        | 神代村                        | 神代村                        | 昭和31年9月30日 田沢湖町     | 昭和31年9月30日 田沢湖町     | 平成17年9月20日 仙北市 | 仙北市 |
| 梅沢村                |                          | 神代村                     | 神代村                        | 神代村                        | 神代村                        | 昭和31年9月30日 田沢湖町     | 昭和31年9月30日 田沢湖町     | 平成17年9月20日 仙北市 | 仙北市 |
| 角館東前郷村          |                          | 神代村                     | 神代村                        | 神代村                        | 神代村                        | 昭和31年9月30日 田沢湖町     | 昭和31年9月30日 田沢湖町     | 平成17年9月20日 仙北市 | 仙北市 |
| 卒田村                |                          | 神代村                     | 神代村                        | 神代村                        | 神代村                        | 昭和31年9月30日 田沢湖町     | 昭和31年9月30日 田沢湖町     | 平成17年9月20日 仙北市 | 仙北市 |
| 若松新田村            | 明治10年 卒田村に合併    | 神代村                     | 神代村                        | 神代村                        | 神代村                        | 昭和31年9月30日 田沢湖町     | 昭和31年9月30日 田沢湖町     | 平成17年9月20日 仙北市 | 仙北市 |
| 西明寺村              | 西明寺村                 | 西明寺村                   | 西明寺村                      | 西明寺村                      | 西明寺村                      | 昭和31年9月30日 西木村       | 昭和31年9月30日 西木村       | 平成17年9月20日 仙北市 | 仙北市 |
| 小山田村              |                          | 西明寺村                   | 西明寺村                      | 西明寺村                      | 西明寺村                      | 昭和31年9月30日 西木村       | 昭和31年9月30日 西木村       | 平成17年9月20日 仙北市 | 仙北市 |
| 門屋村                |                          | 西明寺村                   | 西明寺村                      | 西明寺村                      | 西明寺村                      | 昭和31年9月30日 西木村       | 昭和31年9月30日 西木村       | 平成17年9月20日 仙北市 | 仙北市 |
| 上荒井村              |                          | 西明寺村                   | 西明寺村                      | 西明寺村                      | 西明寺村                      | 昭和31年9月30日 西木村       | 昭和31年9月30日 西木村       | 平成17年9月20日 仙北市 | 仙北市 |
| 西荒井村              |                          | 西明寺村                   | 西明寺村                      | 西明寺村                      | 西明寺村                      | 昭和31年9月30日 西木村       | 昭和31年9月30日 西木村       | 平成17年9月20日 仙北市 | 仙北市 |
| 小渕野村              |                          | 西明寺村                   | 西明寺村                      | 西明寺村                      | 西明寺村                      | 昭和31年9月30日 西木村       | 昭和31年9月30日 西木村       | 平成17年9月20日 仙北市 | 仙北市 |
| 北宮田村              | 明治10年 小渕野村に合併  | 西明寺村                   | 西明寺村                      | 西明寺村                      | 西明寺村                      | 昭和31年9月30日 西木村       | 昭和31年9月30日 西木村       | 平成17年9月20日 仙北市 | 仙北市 |
| 下檜木内村            | 下檜木内村               | 檜木内村                   | 檜木内村                      | 檜木内村                      | 檜木内村                      | 昭和31年9月30日 西木村       | 昭和31年9月30日 西木村       | 平成17年9月20日 仙北市 | 仙北市 |
| 上檜木内村            |                          | 檜木内村                   | 檜木内村                      | 檜木内村                      | 檜木内村                      | 昭和31年9月30日 西木村       | 昭和31年9月30日 西木村       | 平成17年9月20日 仙北市 | 仙北市 |
| 六郷高野村            | 明治10年 六郷村          | 六郷村                     | 明治24年7月9日 町制 六郷町    | 明治24年7月9日 町制 六郷町    | 六郷町                        | 六郷町                       | 六郷町                       | 平成16年11月1日 美郷町 | 美郷町 |
| 六郷川内池村          | 明治10年 六郷村          | 六郷村                     | 明治24年7月9日 町制 六郷町    | 明治24年7月9日 町制 六郷町    | 六郷町                        | 六郷町                       | 六郷町                       | 平成16年11月1日 美郷町 | 美郷町 |
| 六郷本館村            | 明治10年 六郷村          | 六郷村                     | 明治24年7月9日 町制 六郷町    | 明治24年7月9日 町制 六郷町    | 六郷町                        | 六郷町                       | 六郷町                       | 平成16年11月1日 美郷町 | 美郷町 |
| 六郷東根村            |                          | 六郷村                     | 明治24年7月9日 町制 六郷町    | 明治24年7月9日 町制 六郷町    | 六郷町                        | 六郷町                       | 六郷町                       | 平成16年11月1日 美郷町 | 美郷町 |
| 野中村                |                          | 六郷村                     | 明治24年7月9日 町制 六郷町    | 明治24年7月9日 町制 六郷町    | 六郷町                        | 六郷町                       | 六郷町                       | 平成16年11月1日 美郷町 | 美郷町 |
| 千屋村                | 千屋村                   | 千屋村                     | 千屋村                        | 千屋村                        | 昭和30年3月31日 千畑村        | 昭和61年3月1日 町制 千畑町   | 昭和61年3月1日 町制 千畑町   | 平成16年11月1日 美郷町 | 美郷町 |
| 小荒川村              |                          | 千屋村                     | 千屋村                        | 千屋村                        | 昭和30年3月31日 千畑村        | 昭和61年3月1日 町制 千畑町   | 昭和61年3月1日 町制 千畑町   | 平成16年11月1日 美郷町 | 美郷町 |
| 土崎村                |                          | 千屋村                     | 千屋村                        | 千屋村                        | 昭和30年3月31日 千畑村        | 昭和61年3月1日 町制 千畑町   | 昭和61年3月1日 町制 千畑町   | 平成16年11月1日 美郷町 | 美郷町 |
| 黒沢村                |                          | 千屋村                     | 千屋村                        | 千屋村                        | 昭和30年3月31日 千畑村        | 昭和61年3月1日 町制 千畑町   | 昭和61年3月1日 町制 千畑町   | 平成16年11月1日 美郷町 | 美郷町 |
| 元本堂村              | 明治10年 浪花村          | 千屋村                     | 千屋村                        | 千屋村                        | 昭和30年3月31日 千畑村        | 昭和61年3月1日 町制 千畑町   | 昭和61年3月1日 町制 千畑町   | 平成16年11月1日 美郷町 | 美郷町 |
| 大坂新田村            | 明治10年 浪花村          | 千屋村                     | 千屋村                        | 千屋村                        | 昭和30年3月31日 千畑村        | 昭和61年3月1日 町制 千畑町   | 昭和61年3月1日 町制 千畑町   | 平成16年11月1日 美郷町 | 美郷町 |
| 本堂城廻村            |                          | 千屋村                     | 千屋村                        | 千屋村                        | 昭和30年3月31日 千畑村        | 昭和61年3月1日 町制 千畑町   | 昭和61年3月1日 町制 千畑町   | 平成16年11月1日 美郷町 | 美郷町 |
| 畑屋村                | 畑屋村                   | 畑屋村                     | 畑屋村                        | 畑屋村                        | 昭和30年3月31日 千畑村        | 昭和61年3月1日 町制 千畑町   | 昭和61年3月1日 町制 千畑町   | 平成16年11月1日 美郷町 | 美郷町 |
| 安城寺村              |                          | 畑屋村                     | 畑屋村                        | 畑屋村                        | 昭和30年3月31日 千畑村        | 昭和61年3月1日 町制 千畑町   | 昭和61年3月1日 町制 千畑町   | 平成16年11月1日 美郷町 | 美郷町 |
| 鑓田村                |                          | 畑屋村                     | 畑屋村                        | 畑屋村                        | 昭和30年3月31日 千畑村        | 昭和61年3月1日 町制 千畑町   | 昭和61年3月1日 町制 千畑町   | 平成16年11月1日 美郷町 | 美郷町 |
| 羽貫谷地村            |                          | 畑屋村                     | 畑屋村                        | 畑屋村                        | 昭和30年3月31日 千畑村        | 昭和61年3月1日 町制 千畑町   | 昭和61年3月1日 町制 千畑町   | 平成16年11月1日 美郷町 | 美郷町 |
| 金沢東根村            |                          | 畑屋村                     | 畑屋村                        | 畑屋村                        | 昭和30年3月31日 千畑村        | 昭和61年3月1日 町制 千畑町   | 昭和61年3月1日 町制 千畑町   | 平成16年11月1日 美郷町 | 美郷町 |
| 中野村                |                          | 畑屋村                     | 畑屋村                        | 畑屋村                        | 昭和30年3月31日 千畑村        | 昭和61年3月1日 町制 千畑町   | 昭和61年3月1日 町制 千畑町   | 平成16年11月1日 美郷町 | 美郷町 |
| 佐野村                | 佐野村                   | 飯詰村                     | 飯詰村                        | 飯詰村                        | 飯詰村                        | 昭和31年9月30日 仙南村       | 仙南村                       | 平成16年11月1日 美郷町 | 美郷町 |
| 飯詰村                |                          | 飯詰村                     | 飯詰村                        | 飯詰村                        | 飯詰村                        | 昭和31年9月30日 仙南村       | 仙南村                       | 平成16年11月1日 美郷町 | 美郷町 |
| 天神堂村              |                          | 飯詰村                     | 飯詰村                        | 飯詰村                        | 飯詰村                        | 昭和31年9月30日 仙南村       | 仙南村                       | 平成16年11月1日 美郷町 | 美郷町 |
| 南高野村              | 明治10年 南町村          | 飯詰村                     | 飯詰村                        | 飯詰村                        | 飯詰村                        | 昭和31年9月30日 仙南村       | 仙南村                       | 平成16年11月1日 美郷町 | 美郷町 |
| 岩野町村              | 明治10年 南町村          | 飯詰村                     | 飯詰村                        | 飯詰村                        | 飯詰村                        | 昭和31年9月30日 仙南村       | 仙南村                       | 平成16年11月1日 美郷町 | 美郷町 |
| 金沢西根村            | 金沢西根村               | 金沢西根村                 | 金沢西根村                    | 金沢西根村                    | 金沢西根村                    | 昭和31年9月30日 仙南村       | 仙南村                       | 平成16年11月1日 美郷町 | 美郷町 |
| 二本柳村 の一部       | 明治7年 金沢西根村に合併 | 金沢西根村                 | 金沢西根村                    | 金沢西根村                    | 金沢西根村                    | 昭和31年9月30日 仙南村       | 仙南村                       | 平成16年11月1日 美郷町 | 美郷町 |
| 野荒町村              | 野荒町村                 | 金沢村                     | 明治30年8月31日 町制 金沢町   | 明治30年8月31日 町制 金沢町   | 金沢町                        | 昭和31年9月30日 横手市に編入 | 昭和33年4月22日 仙南村に編入 | 平成16年11月1日 美郷町 | 美郷町 |
| 金沢寺田村 金沢前郷村 | 明治10年 金沢村          | 金沢村                     | 明治30年8月31日 町制 金沢町   | 明治30年8月31日 町制 金沢町   | 金沢町                        | 昭和31年9月30日 横手市に編入 | 昭和33年4月22日 仙南村に編入 | 平成16年11月1日 美郷町 | 美郷町 |
| 金沢寺田村 金沢前郷村 | 明治10年 金沢村          | 金沢村                     | 明治30年8月31日 町制 金沢町   | 明治30年8月31日 町制 金沢町   | 金沢町                        | 昭和31年9月30日 横手市に編入 | 横手市                       | 横手市                 | 横手市 |
| 金沢本町村            |                          | 金沢村                     | 明治30年8月31日 町制 金沢町   | 明治30年8月31日 町制 金沢町   | 金沢町                        | 昭和31年9月30日 横手市に編入 | 横手市                       | 横手市                 | 横手市 |
| 金沢中野村            |                          | 金沢村                     | 明治30年8月31日 町制 金沢町   | 明治30年8月31日 町制 金沢町   | 金沢町                        | 昭和31年9月30日 横手市に編入 | 横手市                       | 横手市                 | 横手市 |
| 安本村                |                          | 金沢村                     | 明治30年8月31日 町制 金沢町   | 明治30年8月31日 町制 金沢町   | 金沢町                        | 昭和31年9月30日 横手市に編入 | 横手市                       | 横手市                 | 横手市 |

## 行政
歴代郡長
| 代 | 氏名 | 就任年月日                 | 退任年月日                | 備考                   |
| -- | ---- | -------------------------- | ------------------------- | ---------------------- |
| 1  |      | 明治11年（1878年）12月23日 |                           |                        |
|    |      |                            | 大正15年（1926年）6月30日 | 郡役所廃止により、廃官 |

## 市町村合併の課題
古来、仙北郡北部の田沢湖町、西木村、角館町は「北浦」（きたうら）と呼ばれ、歴史的にもつながりが大きかったが、合併を巡っては問題が頻発している。
当初、3町村は合併して新市「仙北市」を誕生させる予定であった。ところが、庁舎の位置や、行政プロセスのあり方などを巡って西木村・田沢湖町 vs. 角館町という対立構造が顕著になり、角館町は合併協議会を離脱した。これに伴い、西木村と田沢湖町は合併して新町「田沢湖町」を誕生させる予定で交渉を進めた。
しかし、角館町議会は合併協議会解散の決議を否決し、合併の是非を問う町長の出直し選挙で合併推進派の新人候補が現職に大差で勝利した。そして、角館町が合併協議会に復帰、合併関連議案を可決したことで、2005年9月20日に仙北市が誕生することになった。なお、旧中仙町も北浦と呼ばれた地域であり、当初は北浦4町村での合併を模索していたが、離脱して大仙市に加入した。